# Kocēni
El municipi de Kocēni (en letó: Kocēnu novads) és un dels 110 municipis de Letònia, que es troba localitzat al nord del país bàltic, i que té com a capital la localitat de Kocēni. El municipi va ser creat l'any 2009 després de la reorganització territorial. Des de principis 2009 fins al 28 de gener del mateix any, el municipi es va anomenar Municipi de Valmieras (Valmieras novads).

## Ciutats i zones rurals
- Bērzaines pagasts (zona rural)
- Dikļu pagasts (zona rural)
- Kocēnu pagasts (zona rural)
- Vaidavas pagasts (zona rural)
- Zilākalna pagasts (zona rural)

## Població i territori
La seva població està composta per un total de 7.031 persones (2009). La superfície del municipi té uns 498,1 kilòmetres quadrats, i la densitat poblacional és de 16,88 habitants per kilòmetre quadrat.